# سیارک ۲۷۱۲۰
سیارک ۲۷۱۲۰ (به انگلیسی: 27120 Isabelhawkins، نامگذاری:1998WV8) بیست و هفت هزار و صد و بیستمین سیارک کشف شده‌است که در ۲۸ نوامبر ۱۹۹۸ کشف شد.